# 345 California Center
 345 California Center es un rascacielos de 48 plantas localizado en el Distrito Financiero de San Francisco. Completada en 1986, la torre de 211.8 m (695 ft) es la tercera más alta de la ciudad tras la Pirámide Transamérica y 555 California Street, y fue originalmente propuesta con una altura de 30 m (98 ft).
345 California Center está localizado en la mitad de una manzana con edificios históricos en sus cuatro esquinas. Inicialmente planeado como un condominio, sus 11 plantas más altas están situadas a 45° respecto al resto de los edificios, y están ocupadas por el Mandarin Oriental Hotel. Varios pasadizos elevados de cristal ofrecen vistas del Distrito Financiero y el Área de la Bahía de San Francisco.

## Galería de imágenes

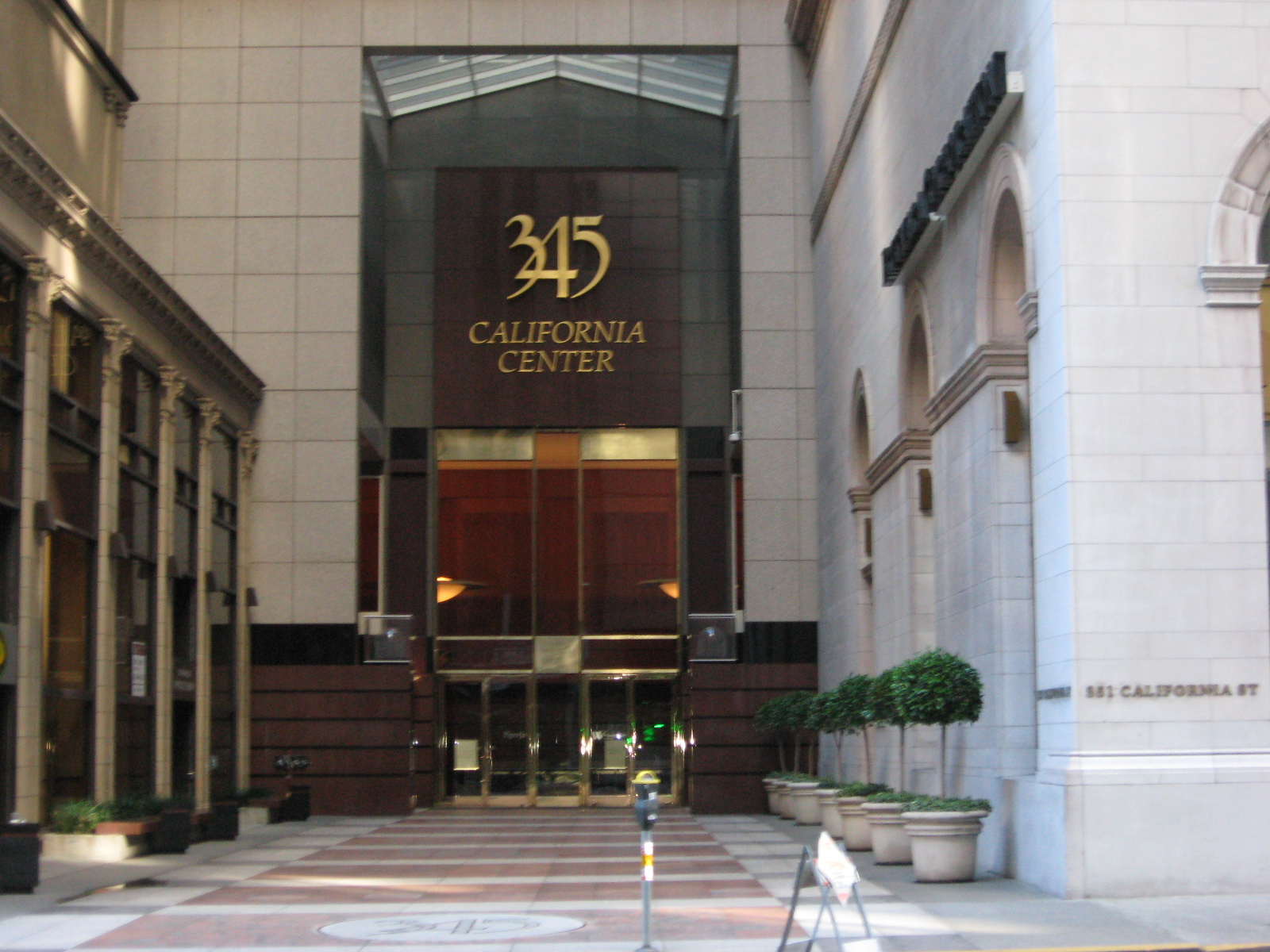
Lobby de 345 California Center
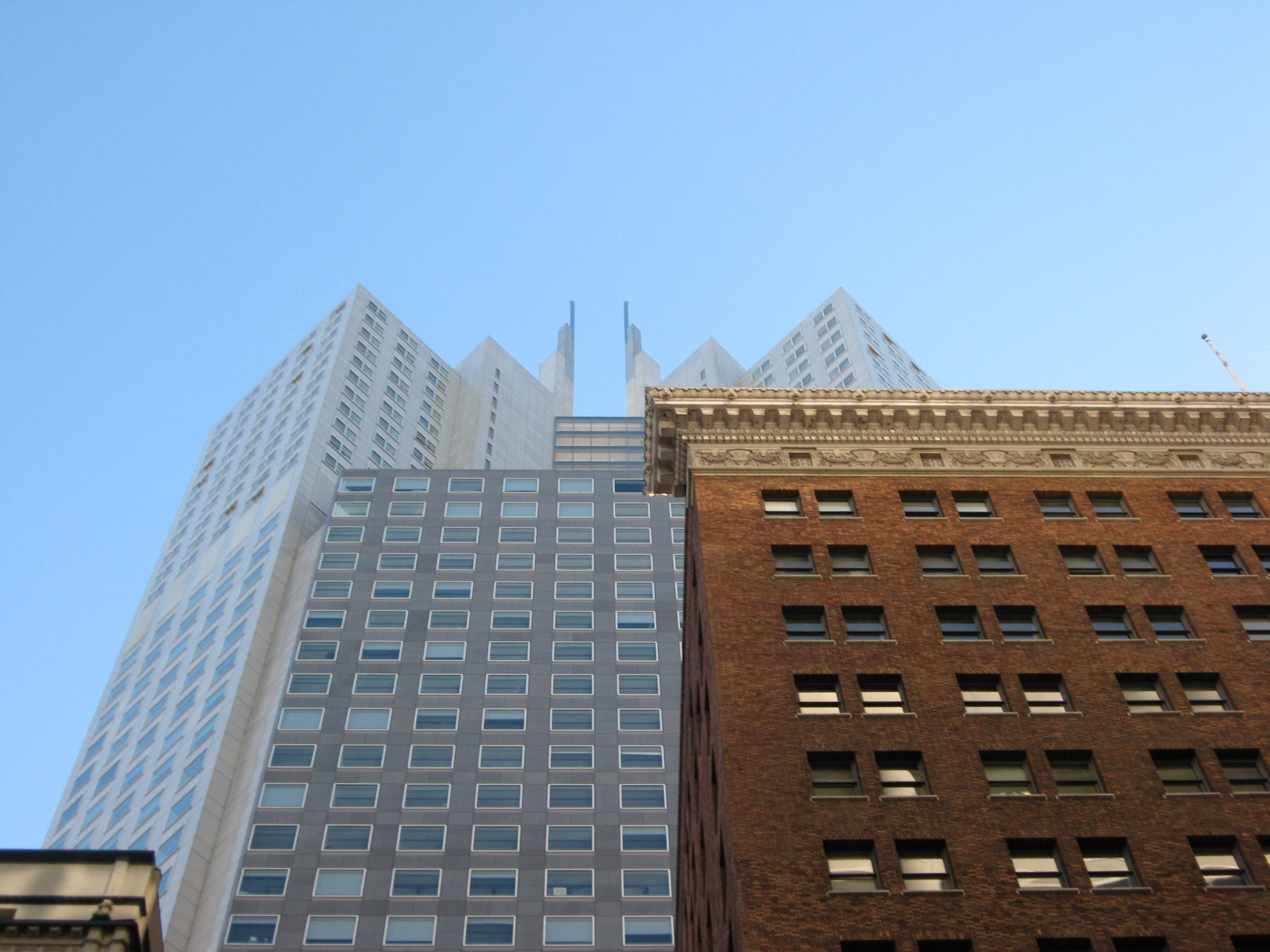
Las agujas gemelas del edificio